# Maranges
Pour l’article ayant un titre homophone, voir Marange.
Pour les articles homonymes, voir Maranges (homonymie).
Un maranges est un vin français rouge ou blanc d'appellation d'origine contrôlée, produit notamment sur le coteau des Maranges, partagé entre les communes de Cheilly-lès-Maranges, Dezize-lès-Maranges et Sampigny-lès-Maranges, dans le département de Saône-et-Loire.
Composée essentiellement (90 % de la production en 2023) de vin rouge produit presque uniquement à partir de pinot noir N, cette appellation est la plus méridionale des appellations communales du vignoble de la côte de Beaune. Le blanc est produit à partir de chardonnay B.

## Histoire

### Naissance du vignoble
Le début de la culture de la vigne le long de la côte d'Or est difficile à dater, faute de preuves. Selon les auteurs, cela remonterait à la période romaine (la thèse la plus tardive mentionne le IIIe siècle de notre ère) ou à celle des Gaulois (au IIe siècle avant notre ère, voire dès le VIe siècle). Les seules certitudes concernent d'une part la consommation de vin par l'élite celte (de grandes quantités de débris d'amphores ayant été retrouvés) et d'autre part l'existence de la viticulture à partir de la fin du Ier siècle (fouilles de Gevrey-Chambertin en 2008-2009, en plaine) confirmée par les écrits de Columelle.
Durant la période médiévale, le christianisme favorise l'extension de la vigne par la création de domaines viticoles par les institutions ecclésiastiques. Dès le VIIe siècle, le chapitre d'Autun possède un domaine viticole à Sampigny (qui dépend alors comme toute la côte de Beaune du diocèse d'Autun), qui complète ceux qu'il possède à Saint-Aubin, Meursault, Baubigny, Meloisey, Aloxe et Chenôve. L'existence de Cheilly est attestée à partir du Xe siècle, avec mention d'une vigne au XIIIe siècle ; Nicolas Rolin (chancelier du duc de Bourgogne, fondateur des Hospices de Beaune) fut seigneur de Cheilly. Par l'ordonnance du 6 août 1395, le duc Philippe le Hardi (qui possédait la seigneurie de Santenay) décida de défendre la qualité des vins de Bourgogne et d'interdire la culture du « très-mauvais et très-deloyaul plant nommez Gaamez », au profit du pinot noir. Cet ordre, renouvelé plusieurs fois ce qui fait douter de son efficacité, n'empêche pas le gamay et d'autres cépages d'être massivement cultivés, notamment en-dehors des terroirs les plus réputés, produisant des vins de consommation courante. À la mort de Charles le Téméraire en 1477, le vignoble de Bourgogne fut rattaché au royaume de France, sous le règne de Louis XI.
La feuille d'Autun (publiée en 1759) de la carte de Cassini indique bien que le coteau des Maranges (à l'est de Deʃiʃe) est alors couvert de vignes, mais sans descendre dans les fonds de vallée. En 1778, l'abbé Courtépée et Edme Beguillet mentionnent dans leur Description historique et topographique du duché de Bourgogne qu'il y a des vignes sur les paroisses de Cheilly (« pays bas ; vignoble considérable »), Decise (« pays vignoble ; bon climat : les Maranges ») et Sampigni (« vignoble »), mais ne donne le nom que d'un seul climat (alors qu'ils en citent quatre pour Santenai et six pour Chassagne).

### Développement du marché
Le transport du vin sur les longues distances se fait jusqu'à la fin de l'époque moderne de préférence par la voie fluviale (par les axes Saône-Rhône et Yonne-Seine), mais l'amélioration du réseau routier au XVIIIe siècle (routes refaites et entretenues) profite aux vignobles desservis. Jusqu'à la Révolution, la liaison entre Paris et Lyon se fait par la grande route passant par Auxerre, Autun, Couches, Saint-Léger-sur-Dheune et Chalon (l'actuelle D978), passant ainsi en amont des Maranges. Le vignoble de la côte d'Or est en 1789 pour les voyageurs à trois jours de diligence du marché parisien. La liaison avec le marché parisien s'améliore avec l'ouverture en 1793 du canal du Charolais (l'actuel canal du Centre), qui suit la vallée de la Dheune puis de la Bourbince, rejoignant la Loire à Digoin, et de là jusqu'à Paris par le canal de Briare. L'inauguration en 1849 de la ligne de chemin de fer desservant Chagny est suivie rapidement par l'extension du réseau encore plus loin vers le sud (la ligne PLM), ce qui met à mal pendant la seconde moitié du XIXe siècle la partie du vignoble de Bourgogne qui produisait des vins d'entrée de gamme : ces vins sont désormais en concurrence avec ceux plus méridionaux, notamment ceux languedociens et algériens, moins chers, plus foncés et plus alcoolisés.
Les Maranges ne sont pas mentionnés par André Jullien dans sa Topographie de tous les vignobles connus de 1816, ni dans les classements de 1831 et 1861 qui se limitent à la Côte-d'Or,. Dans les décennies 1830-1840, la pyrale survint et attaqua les feuilles de la vigne. Elle fut suivie d'une maladie cryptogamique, l'oïdium. De cette époque datent les « sociétés de secours mutuel » dont se dotent Sampigny, Dezize et Cheilly, respectivement fondées en 1837, 1839 et 1850. Les vins produits sur les Maranges, plus taniques et colorés que ceux des autres vignobles de la côte de Beaune, servent alors de « vins médecins » aux négociants, destinés à leur être mélangés pour les renforcer.

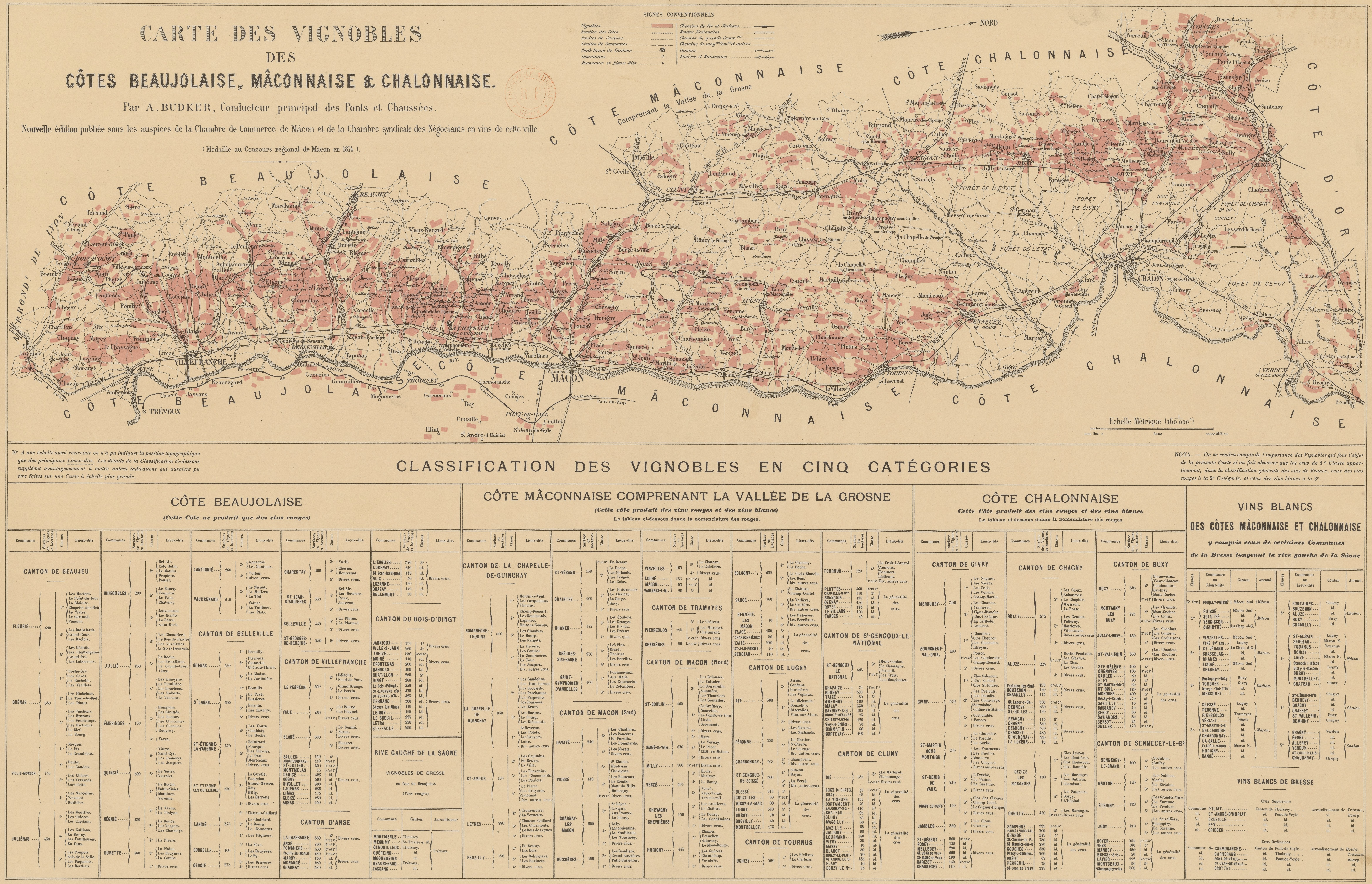
Carte des vignobles de Saône-et-Loire réalisée par Budker, avec classement, ré-édition de 1901 : les Maranges sont à l'extrémité nord (ici à droite).

En 1869, la carte de Budker indique tous les vignobles de Saône-et-Loire et du Beaujolais, classés en cinq catégories de qualité : Dezize est indiquée comme le meilleur vignoble du canton de Couches-les-Mines, avec un total de 95 hectares de vignes, dont quatre climats classés en 1re catégorie (Clos Livron ; Clos Domelle ; Les Boutières ; Clos Rousseau), trois en 2e catégorie (Les Maranges ; Les Bulliers ; Chambaut) et trois en 3e catégorie (Les Sangeots ; Borgy ; l'Hôpital) ; Cheilly est en deuxième place, avec 460 hectares, dont Maranges en 2e catégorie, le reste en 3e, 4e et 5e ; Sampigny est en troisième place (devant les autres vignobles du Couchois), avec 190 hectares, classés en 4e catégorie. À la fin du XIXe siècle arrivèrent deux nouveaux fléaux de la vigne : le premier fut le mildiou, autre maladie cryptogamique traité avec du sulfate de cuivre (bouillie bordelaise), le second le phylloxéra. Cet insecte térébrant venu d'Amérique mit très fortement à mal le vignoble à partir de 1878, entraînant à terme la mort de la totalité des vignes. La seule parade trouvée fut le replantage intégral avec greffage sur des pieds américains capables de vivre en présence du phylloxéra. Le mildiou provoqua un désastre considérable en 1910.

### Création des appellations
La reconnaissance des appellations d'origine par la loi du 6 mai 1919 oblige les producteurs et le commerce à donner aux vins des noms conformes à leur origine, ce qui entraine la limitation par décision de justice du 29 avril 1930 de l'appellation bourgogne (qu'on pouvait compléter d'un nom de commune) aux seuls vins réalisés avec du pinot noir ou du chardonnay, le gamay étant seulement utilisé pour la fabrication du passe-tout-grains et du grand ordinaire. La production des communes se partageant les Maranges n'est alors pas comprise dans celle du vignoble de la côte de Beaune (encore limitée aux communes d'Aloxe, Pernand, Savigny, Pommard, Volnay, Monthelie, Auxey, Meursault, Puligny, Chassagne et Santenay), mais est souvent vendu sous un nom d'emprunt de la côte.
La création d'appellations communales dans les années 1930 vise à protéger un nom de produit et à le réserver à la production d'un territoire délimité, dans le souci de lutter contre les fraudes. Le décret du 31 juillet 1937 créé l'appellation « Côte de Beaune-Villages », subdivisée en quinze appellations communales différentes, dont les appellations « Cheilly-lès-Maranges », « Dezize-lès-Maranges » et « Sampigny-lès-Maranges ». En cas de mélange de la production des différents villages, l'appellation « Côte de Beaune-Villages » pouvait être utilisée. Le cépage pinot lièbault était alors autorisé en plus de ceux d'aujourd'hui, tels que le noirien (pinot noir), le pinot beurot (pinot gris), l'aubois (chardonnay) et le pinot blanc, tandis que les rendements étaient limités à 35 hectolitres par hectare (moyenne calculée sur cinq années). À ce décret fournissant un cahier des charges à l'appellation se rajoute celui du 14 octobre 1943, qui institue les premiers crus.
Dans les années 1960 et 1970, l'enjambeur remplace le cheval, complété par le chenillard sur les pentes ; les techniques en viticulture et œnologie évoluent pendant les cinquante ans suivants : vendange en vert, table de triage, cuve en inox, pressoir électrique puis pneumatique, etc. Les 17 appellations de la côte de Beaune (les saint-aubin et saint-romain ayant été rajoutés), dont les « cheilly-lès-maranges », « dezize-lès-maranges » et « sampigny-lès-maranges » reçoivent un nouveau cahier des charges commun en 1970, avec encore un rendement plafonné à 35 hl/ha (l'excédent étant déclassé).

### Regroupement en une appellation
Les trois appellations communales sont regroupées sous l'appellation « maranges » par le décret du 23 mai 1989 (en commençant avec la récolte 1988). Les 25 et 26 janvier 1997, les Maranges accueillent la fête de la Saint-Vincent tournante, avec décoration, défilé, messe et dégustation dans les différents caveaux d'environ 30 000 bouteilles de plusieurs cuvées communes (chaque vigneron fournissant un peu de sa production) : maranges 1991, maranges 1995, 1er cru Clos des Rois 1992, 1er cru Clos Roussot 1990, 1er cru La Fussière 1989 et du crémant de Bourgogne. Avec la canicule de 2003, les vendanges débutèrent pour certains domaines cette année-là à la mi-août, soit avec un mois d'avance, des vendanges très précoces qui ne s'étaient pas vues depuis 1422 et 1865 d'après les archives. Le cahier des charges est modifié en 2009 (passage en AOP) puis en 2011 (plus exigeant sur la richesse minimale en sucre du moût, tout en augmentant le rendement maximum).
En 2015, les trois communes se portent candidates pour organiser une seconde fois la fête de la Saint-Vincent tournante. Cette dernière est prévue pour les 24 et 25 janvier 2026, autour du thème de la musique : le jazz à Cheilly-lès-Maranges, le disco à Dezize-lès-Maranges et le rock à Sampigny-lès-Maranges. Sept cuvées collectives, pour un total de 15 000 bouteilles, sont prévues pour la dégustation : maranges rouge 2020 et 2018, maranges 1er cru rouge 2018, maranges blanc 2024, 2023 et 2022, ainsi qu'un bourgogne hautes-côtes-de-beaune blanc 2023.

### Étymologie
Le lieu-dit les « Maranges » désigne le coteau centré sur le clos de la Fussière, au nord de la D136 (la route reliant Dezize-lès-Maranges à Santenay) ; les limites entre les trois communes partagent ce climat (classé en premier cru sous les noms de « La Fussière » et de « clos de la Fussière »), la majorité étant sur Dezize, avec au sud-ouest des parcelles sur Sampigny et toute la partie orientale sur Cheilly. Selon le site d'une des mairies, « le nom Maranges aurait un lien étymologique avec mer, certainement à cause des nombreux fossiles que l'on retrouve dans le sol sédimentaire du vignoble ».
En 1895, Dezize fait une demande administrative pour modifier son nom, officiellement pour ne pas être confondue avec Decize dans la Nièvre ; il s'agit en fait d'imiter de nombreuses communes de la côte de Beaune (Aloxe devenant Aloxe-Corton en 1862, Chassagne-le-Haut Chassagne-Montrachet en 1879, etc.) et de la côte de Nuits (Gevrey-Chambertin en 1847, Nuits-Saint-Georges en 1892, etc.). Les trois villages ont donc reçu l'autorisation de rajouter à leur nom celui de leur climat le plus connu : Cheilly et Dezize sont ainsi devenues le 4 septembre 1898 Cheilly-lès-Maranges et Dezize-lès-Maranges, suivies par Sampigny-lès-Maranges le 29 octobre 1899.

## Vignoble

### Situation géographique
Les Maranges se situent en Bourgogne, à l'extrémité septentrionale du département de la Saône-et-Loire, juste à sa limite avec celui de la Côte-d'Or. Ce vignoble se trouve dans la vallée de la Dheune, en amont de la ville de Chagny ; la rivière sépare le vignoble de la côte de Beaune (rive gauche, au nord) de celui de la côte chalonnaise (rive droite, au sud). Il est le vignoble le plus méridional de la côte de Beaune.
Le maranges est produit sur une partie des communes de Dezize-lès-Maranges, Cheilly-lès-Maranges et Sampigny-lès-Maranges, mais uniquement sur la zone délimitée par la rivière Cozanne au sud-ouest, la Dheune au sud-est, Santenay à l'est (le long de la limite entre Côte-d'Or et Saône-et-Loire), les bois couvrant la montagne des Trois Croix et le hameau de Borgy au nord, ainsi que Paris-l'Hôpital au nord-ouest. L'aire d'appellation forme ainsi un polygone de 2,8 km d'est en ouest et de 1,4 km du nord au sud.
Plus au nord-ouest (à partir de Paris-l'Hôpital) on entre dans l'arrière-côte (produisant notamment du bourgogne hautes-côtes-de-beaune), tandis qu'au sud-ouest, au-delà de la Cozanne, c'est le Couchois (Mercey, Couches, etc.) produisant du bourgogne-côtes-du-couchois. Chagny est 6 km à l'est des Maranges, tandis que Beaune est à 17 km au nord-est.
Sur la rive gauche de la Cozanne, le vignoble peut produire du maranges (appellation auquel on peut rajouter la mention « côte de Beaune » dans le cas du rouge), du côte-de-beaune-villages et du bourgogne côte-d'or, ainsi que les appellations régionales (bourgogne, bourgogne aligoté, coteaux-bourguignons, bourgogne-passe-tout-grains, crémant de Bourgogne et bourgogne-mousseux) ; sur la rive droite de la Cozanne, le vignoble est limité aux appellations régionales et au bourgogne hautes-côtes-de-beaune (ce dernier pas dans les fonds de vallée).
À noter que la route des Grands Crus et le sentier des Grands Crus de Bourgogne, qui commencent dans Dijon, traversant toute la côte de Nuits puis celle de Beaune, faisant dans le cas du GRP une excursion dans l'arrière-côte (par Villers-la-Faye et Magny-lès-Villers) et dans les principales combes (de Pernand, Savigny, Auxey et Saint-Aubin), se terminent tous deux à Santenay sans aller jusqu'aux Maranges.

### Superficie
La surface plantée consacrée à l'appellation maranges est en augmentation, passant d'un total de 162 hectares en 2008, dont 83 ha classés en premier cru, à un total de 199 ha en 2022, dont 85 en 1er cru. Elle est essentiellement plantée avec des cépages noirs : en 2008, se sont 157 ha (dont 82 de 1er cru) qui sont consacrés au rouge ; une toute petite surface était plantée en chardonnay avec 5 ha (dont 1,6 de 1er cru). En 2022, la surface produisant du rouge est de 180 ha (dont 80 en 1er cru), tandis que celle en blanc est passée à 19 ha (dont 6 en 1er cru). Les données sont très proches pour 2023 : 181 ha de rouge (dont 80 en 1er cru) et 21 ha de blanc (dont 6 en 1er cru) : 43 % de la superficie de production est donc consacrée aux 1ers crus.

### Orographie
Le vignoble des Maranges est dans le prolongement de celui du santenay (les deux séparés par la limite entre la Saône-et-Loire et la Côte-d'Or), les deux n'étant pas alignés avec la majorité de la côte d'Or. La côte de Beaune, assez linéaire de Ladoix à Chassagne selon un axe nord-nord-est/sud-sud-ouest, s'infléchit de 45° vers l'ouest au niveau de Santenay-le-Bas. La partie orientale des Maranges est ainsi orientée vers le sud-sud-est, la partie centrale plein sud, celle occidentale un peu plus vers le sud-sud-ouest.
Le dénivelé est de 180 mètres d'altitude sur 900 m de distance nord-sud, entre les altitudes 404 m (nord de la Fussière) et 224 m (extrémité sud du climat Sur le Chêne). Les pentes sont donc fortes en haut (dépassant les 20 %) et plus faibles au pied du coteau (5 %), d'où des sols bien drainés.

### Géologie
La vallée de la Dheune correspond à un fossé d'effondrement d'orientation nord-est au sud-ouest, remontant au Carbonifère (il y a 359 à 299 Ma), ce qui a permis la formation du bassin houiller de Blanzy et du Creusot. Au Cénozoïque, la formation des Alpes et l'effondrement du fossé bressan a réactivé cette ancienne fracture, renforçant le relief. Sur la rive gauche, le territoire des Maranges, comme celui de sa voisine Santenay, est parcouru par de nombreuses failles. Ces dernières ont ciselé les roches, les faisant coulisser en bloc, dessinant ainsi une marqueterie qui a été ensuite lissé par des millions d'années d'érosion. Le résultat est que l'aire de production du maranges a une grande variété de sous-sols ; selon la géologue Françoise Vannier-Petit, c'est un « concentré de l'ensemble de la géologie bourguignonne ». Elle précise que « tel ou tel sous-sol ne donne pas forcément tel vin, ce serait trop simple. La nature d'un vin s'explique aussi par l'environnement, l'action de l’homme et l'histoire locale ».
Tout en haut du coteau, bordant le vignoble à l'est de Dezize, le calcaire brun à entroques datant du Bathonien (au Jurassique moyen, il y a 168 à 165 Ma) forme une petite corniche, car cette roche résiste mieux. Les vignes du haut de la Fussière commencent juste en-dessous, sur des éboulis calcaires peu épais contenant des chailles, recouvrant des marnes bleu-noir du Toarcien (Jurassique inférieur) contenant des fossiles de bélemnites. Le bas de la Fussière (de part et d'autre de la D136), le Clos des Loyères et les Clos Roussots sont sur un sous-sol indifférencié entre les marnes bleu-noir précitées et gris-bleu du Pliensbachien, avec plus bas un calcaire gris à gryphées du Sinémurien (encore le Jurassique inférieur, 199 à 192 Ma) qui a été exploité en carrières au nord du clos des Rois. Plus bas, à l'est de Sampigny et au sud de la voie verte (l'ancienne ligne ferroviaire d'Étang à Santenay), sur les climats les Bas du Clos, le Bas des Loyères et Les Plantes, les vignes sont sur des argiles du Trias (252 à 201 Ma). Enfin, le sud-est de l'appellation, sur la commune de Cheilly, est pour les climats En Buliet, Le Goty et En Crevèches sur des argiles, morceaux de grès et de calcaire apportés par une transgression marine au Rhétien-Hettangien (à la césure entre Trias et Jurassique) ; quant à la terrasse alluviale entre Cozanne et Dheune, c'est le reste d'un cône de déjection du Pléistocène ancien (marqué par le cycle des glaciations quaternaires), composé d'argiles sableuses, de galets et de graviers calcaires.
Quant au coteau à l'ouest de Dezize, il est différent à cause d'une faille nord-sud passant par le village. Le Saugeot et les vignes bordant Borgy sont sur un sous-sol de calcaire gris bleuté à gryphées (fossiles de Gryphaea arcuata) du Sinémurien (Jurassique inférieur), puis plus bas sur des argiles bariolés du Trias. Les Varennes sont sur du Trias gréseux, tandis que le bas du coteau, de part et d'autre de la route de Nolay, les quelques vignes (qui sont hors de l'aire d'appellation du maranges) sont sur un sous-sol de granite (granites de Luzy et de Mesvres hercynien),,.
Les sols argilo-calcaires et blanchâtres (tel que les calcosols du haut des Maranges) ont la réputation de mieux convenir au cépage blanc (chardonnay), tandis que les sols plus argileux et de couleur brune (les colluvions jaune-brun qui recouvrent la majorité des Maranges) seraient à dédier aux cépages nécessaires à la production de rouge (pinot noir). Le haut de versant à Dezize a des sols pierreux et peu épais, qui s'approfondissent et comportent plus d'argile vers le bas à Cheilly. À ces limons argileux à cailloutis se rajoutent les apports anthropiques, dus aux amendements et recharge des parcelles dégradées par le ruissellement.

### Climatologie
Le climat bourguignon est un climat tempéré océanique à légère tendance continentale. L'influence océanique se traduit par des pluies fréquentes en toutes saisons (avec néanmoins un maximum habituellement en automne et un minimum en été) et un temps changeant. L'influence semi-continentale se traduit par une amplitude thermique mensuelle plutôt élevée, se caractérisant par des hivers plus froids avec quelques chutes de neige, et des étés plus chauds que sur les littoraux, avec à l'occasion de violents orages.
Les données climatiques de la station météorologique de Chagny (au collège Louise Michel) ci-dessous en rendent compte, mais cette station se situe en-dehors de la vallée de la Dheune, à l'est de Cheilly-lès-Maranges, dans la plaine de la Saône à 234 mètres d'altitude, tandis que l'aire de production des Maranges monte jusqu'à 400 mètres : le climat des Maranges est donc un peu différent. Deux autres stations météo ont été utilisées pour une étude sur les effets de l'actuel changement climatique : celle de Savigny-lès-Beaune (à 220 mètres d'altitude) et celle de La Rochepot (à 410 m), la première sur le bas de la côte plus au nord et la seconde dans l'arrière-côte plus proche. Les températures y sont nettement en hausse depuis 1988, entraînant des vendanges plus précoces d'une douzaine de jours (le débourrement, la floraison et la véraison de la vigne se faisant plus tôt). La côte de Beaune aurait désormais des caractéristiques thermiques de type subméditerranéen (correspondant à un déplacement de 200 km vers le sud), tandis que l'arrière-côte et le Couchois bénéficierait de l'ancien climat de la côte (correspondant à la différence d'altitude), plus frais.

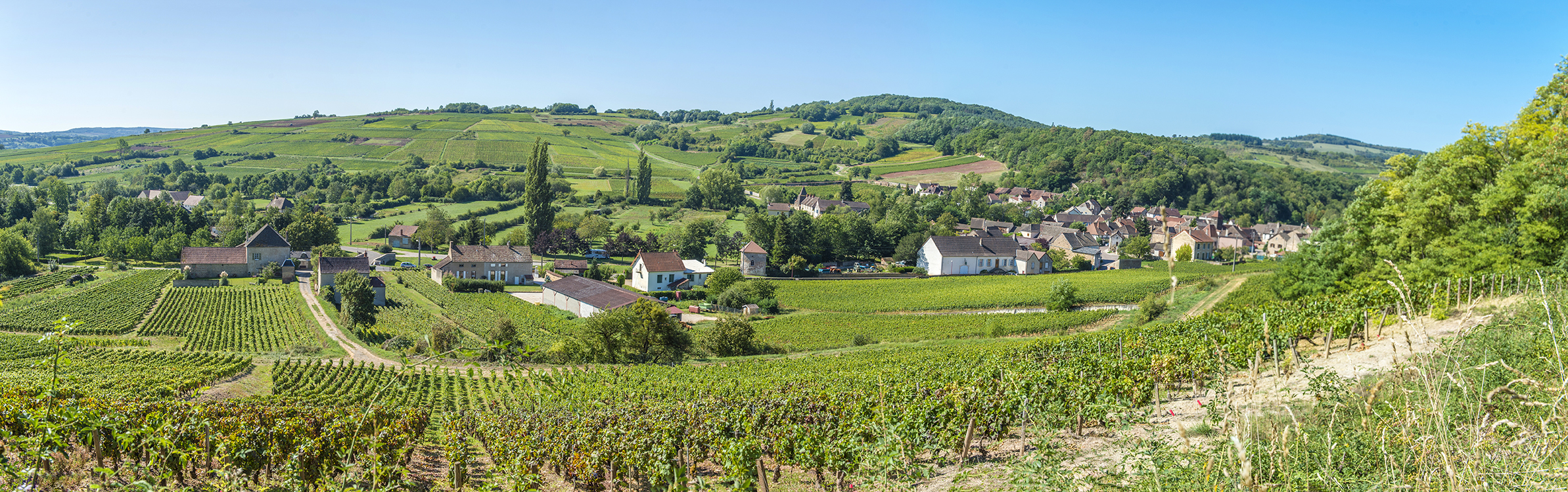
Vue du village de Sampigny-lès-Maranges depuis la voie verte en septembre, avec le climat du Bas du Clos (exposé vers le sud-ouest, produisant du maranges) au premier plan ; les vignes de l'autre côté de la vallée du Cozanne (exposées vers le nord-est) sont classées en appellations régionales.

| Mois                              | jan. | fév. | mars  | avril | mai   | juin  | jui.  | août  | sep.  | oct. | nov. | déc. | année   |
| --------------------------------- | ---- | ---- | ----- | ----- | ----- | ----- | ----- | ----- | ----- | ---- | ---- | ---- | ------- |
| Température minimale moyenne (°C) | 1,4  | 1,8  | 3,8   | 6,6   | 10,1  | 14,3  | 16,1  | 15,7  | 12    | 8,3  | 4,3  | 1,9  | 8       |
| Température moyenne (°C)          | 4,1  | 5,5  | 8,6   | 12,2  | 15,3  | 20,2  | 22,6  | 21,7  | 17,7  | 12,2 | 7,3  | 4,4  | 12,6    |
| Température maximale moyenne (°C) | 6,7  | 9,2  | 13,3  | 17,7  | 20,5  | 26    | 29    | 28,4  | 23,3  | 16,2 | 10,3 | 7    | 17,3    |
| Nombre de jours avec gel          | 10,4 | 8,6  | 3,7   | 1,3   | 0     | 0     | 0     | 0     | 0     | 0    | 4,5  | 9    | 40,5    |
| Ensoleillement (h)                | 48,2 | 92,8 | 126,5 | 163,3 | 176,8 | 165,8 | 217,8 | 162,8 | 154,4 | 59,7 | 42,9 | 26,6 | 1 437,6 |
| Précipitations (mm)               | 50   | 32   | 44    | 59    | 58    | 95    | 60    | 78    | 71    | 65   | 47   | 63   | 557     |

| Diagramme climatique                                  |          |           |           |            |          |          |            |          |           |           |        |
| J                                                     | F        | M         | A         | M          | J        | J        | A          | S        | O         | N         | D      |
| 6,71,450                                              | 9,21,832 | 13,33,844 | 17,76,659 | 20,510,158 | 2614,395 | 2916,160 | 28,415,778 | 23,31271 | 16,28,365 | 10,34,347 | 71,963 |
| Moyennes : • Temp. maxi et mini °C • Précipitation mm |          |           |           |            |          |          |            |          |           |           |        |

### Lieux-dits
Le nom de l'appellation sur l'étiquette d'une bouteille de maranges peut être suivi du nom du climat sur lequel il a été produit, notamment dans le cas des sept climats qui sont classés comme premiers crus, à condition de respecter les critères spécifiques fixés par le cahier des charges pour l'ensemble de ces dénominations géographiques. Sont classés en premiers crus les climats suivants :
- Cheilly-lès-Maranges : les Clos Roussots, la Fussière, le Clos de la Boutière ;
- Dezize-lès-Maranges : la Fussière, Le Croix Moines, le Clos de la Fussière ;
- Sampigny-lès-Maranges : les Clos Roussots, le Clos des Rois, le Clos des Loyères.

| Climats             | Lieux-dits regroupés               | parcelles cadastrales, | Superficies      |
| ------------------- | ---------------------------------- | --- | ---------------- |
| Clos de la Boutière | La Boutière (à Cheilly)            | D 77 à 79 | 2 ha 86 a 4 ca   |
| Clos de la Fussière | Marange (sur Dezize)               | C1 119 | 86 a             |
| La Fussière         | En Marange (à Cheilly)             | D 1 à 12, 14 à 19, 21 à 38, 41 à 73, 75, 76 | 15 ha 15 a 67 ca |
| La Fussière         | Marange (sur Dezize)               | C1 43 à 49, 52 à 92, 94, 95, 97 à 149, 151 à 167, 169 à 185, 187 à 198, 200 à 202, 204 à 206, 208 à 219, 870, 887, 894, 900 à 902, 913 à 916, 926 à 929 | 25 ha 77 a 46 ca |
| La Fussière         | Le Bourg (sur Dezize)              | C1 255 | 6 a 50 ca        |
| Le Clos des Loyères | Les Loyères (sur Sampigny)         | A1 216 à 253, 427 | 7 ha 13 a 72 ca  |
| Le Clos des Loyères | Le Clos (sur Sampigny)             | A2 368 à 394 | 4 ha 34 a 10 ca  |
| Le Clos des Rois    | Le Clos des Rois (sur Sampigny)    | A1 166 à 212 | 6 ha 38 a 58 ca  |
| Le Clos des Rois    | Les Loyères (sur Sampigny)         | A1 213 à215 | 71 a 83 ca       |
| Le Croix Moines     | Marange (sur Dezize)               | C1 42, 50, 51 | 1 ha 2 a 50 ca   |
| Les Clos Roussots   | Les Clos Roussots (à Cheilly)      | C 1 à 23 | 3 ha 87 a 72 ca  |
| Les Clos Roussots   | Les Plantes de Marange (à Cheilly) | D 81 à 110, 112 à 118, 120 à 135, 137 à 139 | 13 ha 68 a       |
| Les Clos Roussots   | Aux Rouères (à Cheilly)            | E 1 à 5 | 1 ha 3 a 92 ca   |
| Les Clos Roussots   | Maranges (sur Sampigny)            | A1 254 à 290, 431 | 9 ha 59 a 39 ca  |

En-dehors de ces lieux-dits ayant droit à la mention premier cru, le cahier des charges de l'appellation autorise le rajout sur l'étiquette du nom d'un lieu-dit cadastré (un climat). Ceux-ci font la transition entre les premiers crus de l'appellation et les vignes en fond de vallée ou sur la rive droite de la Cozanne, ces dernières produisant les appellations régionales.
| Communes              | Climats                | parcelles cadastrales | Superficies      |
| --------------------- | ---------------------- | --- | ---------------- |
| Cheilly-lès-Maranges  | En Bullet              | C 24 à 61, 63 à 88 | 11 ha 30 a 22 ca |
| Cheilly-lès-Maranges  | Les Meurées            | C 89 à 117 | 3 ha 73 a 74 ca  |
| Cheilly-lès-Maranges  | Le Goty                | E 6 à 45 | 6 ha 40 a 82 ca  |
| Cheilly-lès-Maranges  | Le Chamery             | E 46 à 58 | 3 ha 25 a 42 ca  |
| Cheilly-lès-Maranges  | Les Aubuzes            | E 59 à 75, 88 à 111, 113 à 115                                                                                               | 7 ha 18 a 71 ca  |
| Cheilly-lès-Maranges  | Sur le Bois-Nord       | E 116 à 133, 136 à 153, 155, 156                                                                                             | 10 ha 65 a 47 ca |
| Cheilly-lès-Maranges  | En Crevèches           | E 197 à 207 | 1 ha 95 a 86 ca  |
| Cheilly-lès-Maranges  | Aux Artaux             | E 208 à 227 | 3 ha 69 a 46 ca  |
| Cheilly-lès-Maranges  | Au Chêne               | H 61 à 77 | 3 ha 43 a 53 ca  |
| Cheilly-lès-Maranges  | À la Croix de Bois     | H 78, 80, 81 | 1 ha 19 a 57 ca  |
| Cheilly-lès-Maranges  | Sur le Bois-Sud        | H 82 à 103, 105 à 160 | 10 ha 38 a 60 ca |
| Cheilly-lès-Maranges  | Sur le Chêne           | H 161 à 191 | 4 ha 77 a 31 ca  |
| Cheilly-lès-Maranges  | La Tête de Fer         | I 1 à 7 | 1 ha 61 a 75 ca  |
| Cheilly-lès-Maranges  | Les Regains-Nord       | I 8 à 18, 20 | 2 ha 62 a 77 ca  |
| Cheilly-lès-Maranges  | Les Regains-Sud        | I 104 à 120 | 3 ha 85 a 99 ca  |
| Cheilly-lès-Maranges  | Sous les Roseaux       | I 121p, 122 p , 123 p, 124 p, 125 p, 126 p, 127 p, 128 p, 129 p, 130 p, 131 p, 132 p                                         | 1 ha 9 a 40 ca   |
| Cheilly-lès-Maranges  | Sur la rue des Pierres | I 139 à 157 | 4 ha 45 a 19 ca  |
| Cheilly-lès-Maranges  | Sur la Verpillière     | K 1 à 23 | 3 ha 20 ca       |
| Cheilly-lès-Maranges  | Sur la Rigole          | K 24 à 38 | 2 ha 63 a 26 ca  |
| Dezize-lès-Maranges   | Le Plain               | C1 1 à 3, 5 à 37 | 2 ha 86 a 3 ca   |
| Dezize-lès-Maranges   | Le Bourg               | C1 289 à 291, 294 à 298, 302, 315, 322, 323, 376, 382, 387, 871, 886, 919 à 923, 947                                         | 1 ha 80 a 68 ca  |
| Dezize-lès-Maranges   | Borgy                  | C2 412 à 415, 418 p, 476, 477 p, 478 p, 479 p, 480, 488 à 491, 496, 497                                                      | 1 ha 47 a 82 ca  |
| Dezize-lès-Maranges   | Vigne Blanche          | C2 498 à 508, 868, 872 à 874, 888                                                                                            | 3 ha 20 a 71 ca  |
| Dezize-lès-Maranges   | Bas Denoy              | C2 509 à 513, 519 à 523, 884                                                                                                 | 2 ha 40 a 27 ca  |
| Dezize-lès-Maranges   | Le Saugeot             | C2 524 à 528, 530 à 558, 570, 571, 573 à 610, 612 à 666, 668 à 670, 672 à 678, 869, 875 à 878, 891, 892, 905, 951, 973 à 975 | 15 ha 23 a 32 ca |
| Dezize-lès-Maranges   | Les Varennes           | C3 679 à 700, 711 à 716, 720, 737, 747, 753, 759 à 763, 765, 879, 909 à 912                                                  | 7 ha 2 a 28 ca   |
| Sampigny-lès-Maranges | Les Plantes            | A1 75, 77 : 4/5, 78 à 83, 85, 88 à 90, 96, 101 : 3/4, 525                                                                    | 2 ha 29 a        |
| Sampigny-lès-Maranges | Le Bas des Loyères     | A1 120 à 130, 130 bis, 131, 131 bis, 132 à 154, 156 à 1654                                                                   | 6 ha 17 a 27 ca  |
| Sampigny-lès-Maranges | Le Clos                | A2 359, 361 à 367, 489, 490                                                                                                  | 2 ha 20 a 12 ca  |
| Sampigny-lès-Maranges | Le Bas du Clos         | A2 396 à 401, 403 à 410, 412, 413, 416 à 418, 4718bis, 418 ter, 419, 419 bis, 420 à 422                                      | 4 ha 64 a 48 ca  |
| Sampigny-lès-Maranges | Le Bourg               | B 18, 19 | 18 a             |

### Encépagement
Les cépages autorisés par le cahier des charges de l'appellation pour faire du maranges rouge sont essentiellement le pinot noir N (qualifié de cépage principal), qui peut être complété jusqu'à 15 % avec du chardonnay B, du pinot blanc B ou du pinot gris G (appelé localement pinot beurot). Dans la pratique, le maranges rouge est composée essentiellement de pinot noir.
Pour le maranges blanc, le seul cépage autorisé est le chardonnay B.

Le pinot noir est constitué de petites grappes denses, en forme de cône de pin (d'où son nom) composées de grains ovoïdes, de couleur bleu sombre. C'est un cépage délicat, qui est sensible aux principales maladies et en particulier au mildiou, au rougeot parasitaire, à la pourriture grise (sur grappes et sur feuilles), et aux cicadelles. Ce cépage, qui nécessite des ébourgeonnages soignés, a tendance à produire un nombre important de grapillons. Il profite pleinement du cycle végétatif pour mûrir en première époque. Le potentiel d'accumulation des sucres est élevé pour une acidité juste moyenne et parfois insuffisante à maturité. Les vins sont assez puissants, riches, colorés et de garde. Ils sont moyennement taniques en général.
Le chardonnay sert à faire les vins blancs de l'appellation. Ses grappes sont relativement petites, cylindriques, moins denses que celles du pinot noir, constituées de grains irréguliers, assez petits, de couleur jaune doré. De maturation de première époque comme le pinot noir, il s'accommode mieux d'une humidité de fin de saison avec une meilleure résistance à la pourriture s'il n'est pas en situation de forte vigueur. Il est sensible à l'oïdium et à la flavescence dorée. Il débourre un peu avant le pinot noir, ce qui le rend également sensible aux gelées printanières. Les teneurs en sucre des baies peuvent atteindre des niveaux élevés tout en conservant une acidité importante, ce qui permet d'obtenir des vins particulièrement bien équilibrés, puissants et amples, avec beaucoup de gras et de volume.

### Méthodes culturales

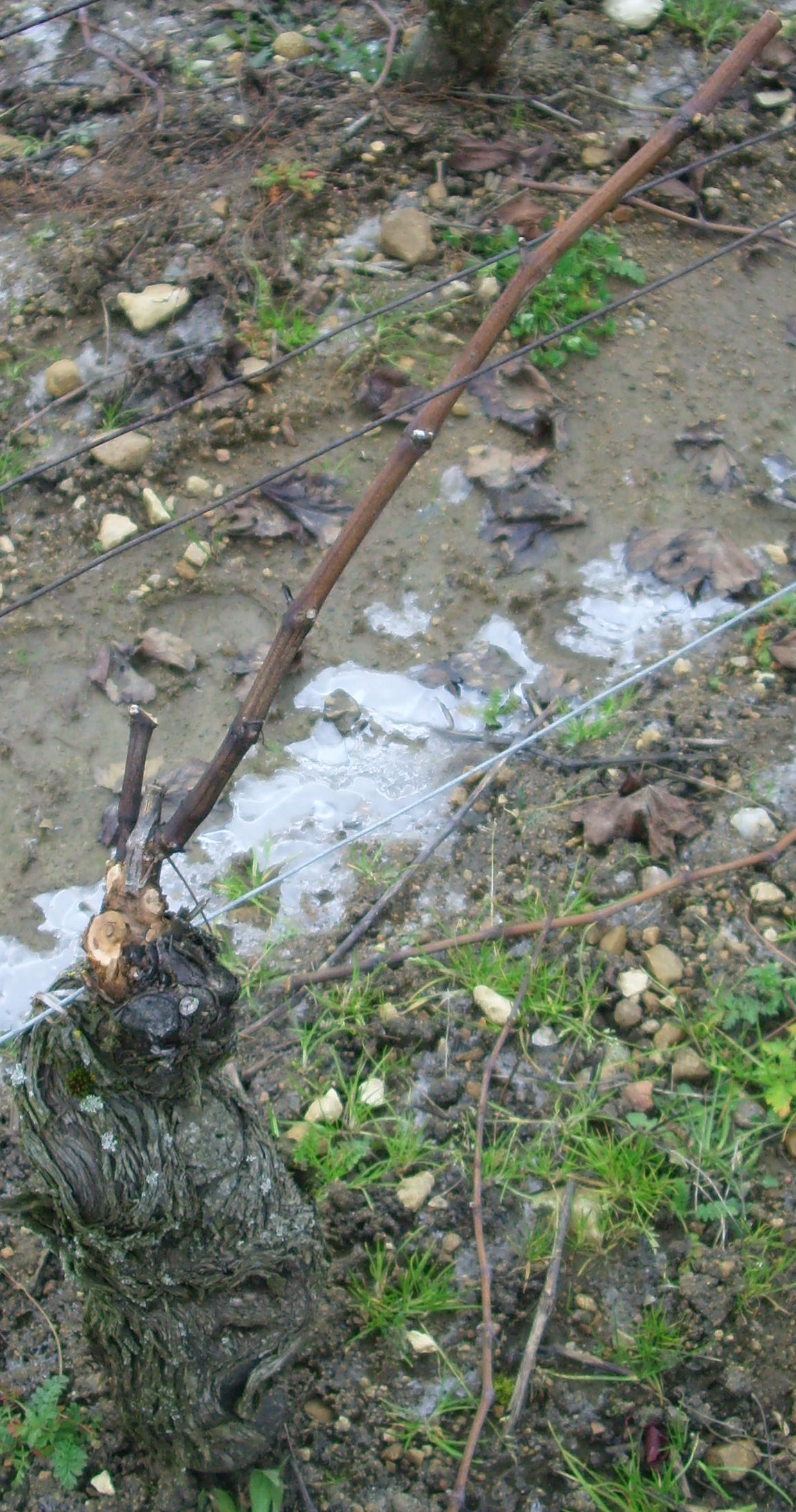
Pied de vigne taillé en guyot simple : une baguette est laissée.

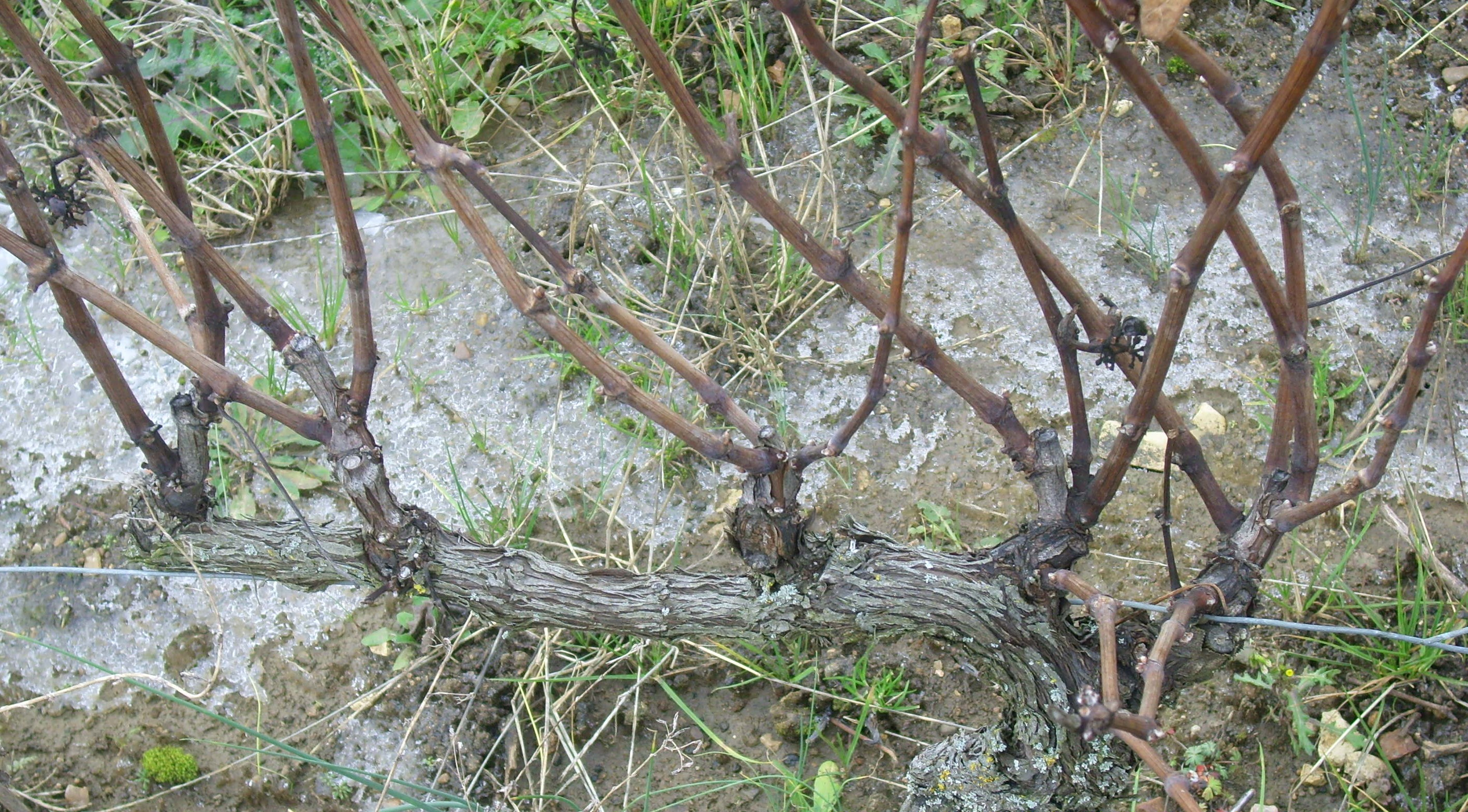
Pied taillé en cordon de Royat : cinq corsons sur un bras portant chacun plusieurs sarments.

Le travail dans les vignes est en partie manuel, en partie mécanique (avec un enjambeur). Le travail commence pour le chardonnay à la fin de l'automne, dès que la plante est en période de repos, avec la taille qui peut être préparée à la machine (la prétailleuse permet de broyer le haut des sarments), mais qui se fait essentiellement à la main. Cette taille peut être en « cordon de Royat » avec trois à cinq corsons de deux à trois yeux sur un bras (avec un nombre total d'yeux francs inférieur ou égal à dix), ou en « guyot simple » avec une baguette de cinq à huit yeux et un courson de un à trois yeux (le nombre d'yeux francs est limité à huit). Les sarments coupés sont brûlés, souvent sur place dans des brouettes.
Comme les maladies ou les accidents de charrue tuent chaque année quelques pieds, ceux-ci sont marqués avant l'hiver avec un ruban, puis ces ceps morts sont déracinés avec une machine (la tarière, montée sur l'enjambeur), un maximum de racines est arraché, laissant un trou pour la plantation du nouveau pied porte-greffe. Un labourage ou « griffage » peut être réalisé dans le but d'aérer les sols et de supprimer les herbes, complété par un buttage pour protéger les pieds du gel, avec débuttage au printemps. Les fils porteurs, piquets et tendeurs sont remis en état au cours de l'hiver pour obtenir des rangs bien palissés. À la toute fin de l'hiver et au début du printemps, la taille se termine : les branches sont ajustées à la longueur désirée, sont couchées à l'horizontale et attachées au fil de fer.
Au printemps, le producteur peut pratiquer un ébourgeonnage (echtinage : suppression d'une partie des sarments) dès que la vigne a commencé à pousser : cette méthode permet de réguler un peu les rendements d'améliorer l'alimentation des grappes et d'aérer la vigne (limitant ainsi les maladies). Le relevage est pratiqué lorsque la vigne commence à avoir bien poussé, ainsi que plusieurs rognages (consistant à passer l'enjambeur pour couper les rameaux de vignes qui dépassent du système de palissage) au début de l'été. Pour limiter l'enherbement entre les rangs (qui maintient de l'humidité) et empêcher les racines de se développer en surface, certains producteurs pratiquent un nouveau labourage ou passent la tondeuse, d'autres utilisent des herbicides (désherbage chimique). Pour protéger les pieds, les feuilles et les fruits des maladies cryptogamiques (mildiou, oïdium, pourriture grise, etc.) et des insectes ravageurs (eudémis et cochylis), plusieurs traitements des vignes sont pratiqués, avec des produits phytosanitaires (généralement chimiques, tel que la bouillie bordelaise contenant du sulfate de cuivre, utilisé comme fongicide) ou dans quelques cas avec des préparations biodynamiques. Des produits fertilisants sont utilisés, les viticulteurs faisant le choix entre les engrais chimiques et ceux naturels (compost ou fumier).
Une vendange en vert (coupe d'une partie des grappes lorsque les pieds sont trop chargés) peut être pratiquée : cette opération est faite dans le but de réguler les rendements et surtout de faciliter la maturité des raisins restants. Un effeuillage partiel peut être pratiqué au milieu de l'été, pour exposer les raisins à plus de soleil et limiter les maladies (qui sont favorisées par l'humidité). L'irrigation est interdite sur l'appellation. Enfin, la date du début des vendanges est choisie en fonction de la maturité du raisin (sa richesse en sucre) : le cahier des charges fixe un minimum en grammes de sucre par litre de moût de 178 en blanc, 180 en rouge, 187 en premier cru blanc et 189 en premier cru rouge (ce qui donnerait des vins faiblement alcoolisés, de 10,5 à 11,5 % vol), que les producteurs n'ont pas de mal à dépasser. Les vendanges peuvent se faire manuellement dans l'appellation, notamment en premier cru, ce qui nécessite temporairement une importante main d’œuvre : il faut des coupeurs, des porteurs (de hottes ou de cagettes) et des trieurs (à la réception en cuverie). Sur les parcelles les moins valorisées, les vendanges peuvent être réalisées mécaniquement avec une machine à vendanger ou une tête de récolte montée sur un enjambeur.

### Rendements
Les rendements sont limités par le cahier des charges de l'appellation à un maximum de 50 hectolitres par hectare pour les rouges (48 hl/ha en premier cru) et à 57 hl/ha pour les blancs (55 hl/ha en premier cru).
Chaque année, ces rendements maximum peuvent être modifiés à la hausse ou à la baisse par un arrêté du ministère de l'Agriculture, dans la limite des rendements butoirs de l'appellation, fixés à 58 hectolitres par hectare en rouge (56 hl/ha en premier cru) et à 64 hl/ha en blanc (62 hl/ha en premier cru). Comme toutes les autres appellations, le syndicat des producteurs de maranges peut demander auprès de l'INAO un « volume complémentaire individuel » (VCI) pour compenser une possible année de production inférieure en quantité ou en qualité : il s'agit d'une partie de la récolte, comprise entre le rendement maximum de l'appellation et le rendement butoir (il s'agit d'un dépassement de rendement) qui peut être mise en réserve et vendue plus tard assemblée avec le millésime de l'année suivante (dans la limite de 15 %). Le VCI en maranges blanc est limité à 11 hl/ha par année, avec un stockage maximal de 28 hl/ha (14 en premier cru), et en maranges rouge à 10 hl/ha, avec un stockage maximal de 24 hl/ha.
Les rendements réels furent en moyenne de 2017 à 2021 de 41,6 hectolitres par hectare pour les maranges rouges, de 40,6 hl/ha pour les maranges blancs, de 41,5 hl/ha pour les maranges premiers crus rouges et de 39,3 hl/ha pour les maranges premiers crus blancs. Selon les Douanes, ils étaient en 2023 de 62 hl/ha en blanc et 54 hl/ha en rouge.
Les statistiques déclarées récemment sont, pour le rouge :
| Année | maranges rouge  | maranges rouge  | maranges rouge    | maranges 1er cru rouge | maranges 1er cru rouge | maranges 1er cru rouge |
| Année | superficie (ha) | production (hl) | rendement (hl/ha) | superficie (ha)        | production (hl)        | rendement (hl/ha)      |
| ----- | --------------- | --------------- | ----------------- | ---------------------- | ---------------------- | ---------------------- |
| 2020  | 99              | 3 960           | 40                | –                      | –                      | –                      |
| 2021  | 101,5           | 3 227           | 32                | –                      | –                      | –                      |
| 2022  | 100,7           | 5 338           | 53                | –                      | –                      | –                      |
| 2023  | 100,7           | 5 579           | 55                | 80,2                   | 4 316                  | 54                     |
| 2024  | 99,5            | 2 995           | 30                | 77,8                   | 2 301                  | 30                     |

- pour le blanc :

| Année | maranges blanc  | maranges blanc  | maranges blanc    | maranges 1er cru blanc | maranges 1er cru blanc | maranges 1er cru blanc |
| Année | superficie (ha) | production (hl) | rendement (hl/ha) | superficie (ha)        | production (hl)        | rendement (hl/ha)      |
| ----- | --------------- | --------------- | ----------------- | ---------------------- | ---------------------- | ---------------------- |
| 2020  | 13,9            | 722             | 52                | –                      | –                      | –                      |
| 2021  | 14,1            | 430             | 30                | –                      | –                      | –                      |
| 2022  | 13,2            | 784             | 59                | –                      | –                      | –                      |
| 2023  | 14,7            | 940             | 64                | 5,9                    | 359                    | 60                     |
| 2024  | 15,8            | 690             | 44                | 5,3                    | 237                    | 44                     |

## Vins
En volume, furent produits sur la période 2004-2008 chaque année 7 500 hectolitres (un hectolitre = 100 litres = 133 bouteilles de 75 cl) de vins rouges (dont 3 565 de 1er cru) et 250 hl de vins blancs (dont 45 de 1er cru). De 2017 à 2021, la production moyenne était de 7 527 hl de rouges (dont 3 328 de 1er cru) et de 776 hl de blancs (dont 229 de 1er cru).

### Titre alcoométrique volumique
| AOC                           | Rouge   | Rouge   | Blanc   | Blanc   |
| Titre alcoométrique volumique | minimal | maximal | minimal | maximal |
| Maranges                      | 10,5 %  | 13,5 %  | 11 %    | 13,5 %  |
| Maranges premier cru          | 11 %    | 14 %    | 11,5 %  | 14 %    |

### Vinification et élevage
Il existe des petites différences de méthode de vinification et d'élevage entre les différents viticulteurs et négociants.

#### Vinification en rouge
La récolte des raisins se fait à maturité et de façon manuelle ou mécanique. La vendange est le plus souvent triée, soit à la vigne soit à la cave avec une table de tri, ce qui permet d'enlever les grappes pourries, sèches ou insuffisamment mûres. La vendange peut être tout ou partie éraflée à la machine (l'érafloir), la rafle entière rajoutant des tanins, de l'amertume et de l'acidité. Pour faire du vin rouge, les raisins ne sont pas pressés immédiatement, pour que la matière solide (pépins, pellicule et pulpe) puisse donner de la couleur, des tanins et du goût au jus (traditionnellement, les raisins étaient seulement foulés). Une macération pré-fermentaire à froid est quelquefois pratiquée pendant plusieurs jours. La fermentation alcoolique peut démarrer, à partir des levures indigènes ou le plus souvent après un levurage. Commence alors le travail d'extraction des polyphénols (tanins et anthocyanes) et autres éléments qualitatifs du raisin (polysaccharides, etc.). L'extraction se faisait par pigeage, opération qui consiste à enfoncer le chapeau de marc dans le jus en fermentation à l'aide d'un outil en bois ou aujourd'hui d'un robot pigeur hydraulique. Plus couramment, l'extraction est conduite par des remontages, opération qui consiste à pomper le jus depuis le bas de la cuve pour arroser le chapeau de marc et ainsi lessiver les composants qualitatifs du raisin. Les températures de fermentation alcoolique peuvent être plus ou moins élevées suivant les pratiques de chaque vinificateur avec une moyenne générale de 28 à 35 degrés au maximum de la fermentation. La chaptalisation est réalisée si le degré naturel est insuffisant : cette pratique est réglementée.
À l'issue d'une fermentation alcoolique d'une dizaine de jours, le vin est décuvé (on obtient le vin de goutte) tandis que le marc restant est pressé (le vin de presse), puis le mélange des deux jus est d'abord débourbé quelques heures (par gravitation) et la fermentation malolactique est lancée. Enfin, le vin est soutiré et mis en fûts (entonné) ou cuves pour son élevage : le vin s'enrichit lentement au contact des lies. Dans le cas de l'emploi de fût, plus favorable à une micro-oxygénation mais qui doivent être ouillés régulièrement, une partie du vin peut être mise dans des fûts neufs ou vieux d'une année, lui donnant un goût légèrement boisé. L'élevage se poursuit pendant plusieurs mois (12 à 24 mois) puis le vin est le plus souvent collé et filtré avant d'être mis en bouteilles.

#### Vinification en blanc

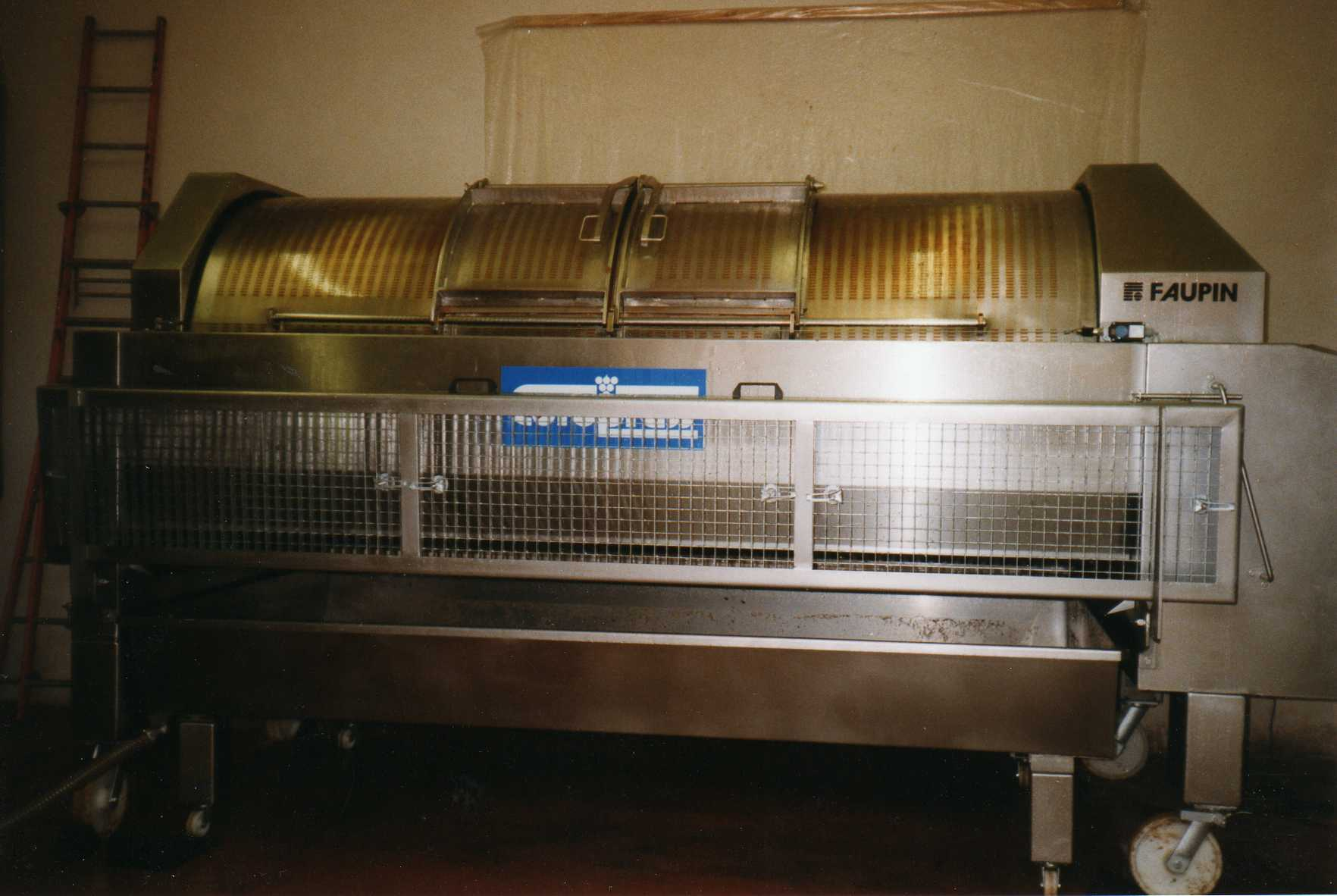
Pressoir pneumatique servant au pressurage.

Comme pour le rouge, la récolte est manuelle ou mécanique, et peut être triée. Les raisins sont ensuite transférés dans un pressoir pour le pressurage. Une fois le moût en cuve, le débourbage est pratiqué généralement après un enzymage. À ce stade, une stabulation préfermentaire à froid (environ 10 à 12 degrés pendant plusieurs jours) peut être recherchée pour favoriser l'extraction des arômes. Mais le plus souvent, après 12 à 48 heures, le jus clair est soutiré et mis à fermenter. La fermentation alcoolique se déroule avec un suivi tout particulier pour les températures qui doivent rester à peu près stables (18 à 24 degrés).
La chaptalisation est aussi pratiquée pour augmenter le titre alcoométrique volumique si nécessaire. La fermentation malolactique est réalisée en fûts ou en cuves. Les vins sont élevés « sur lies », en fûts, dans lesquels le vinificateur réalise régulièrement un « bâtonnage », c'est-à-dire une remise en suspension des lies. Cette opération dure pendant plusieurs mois au cours de l'élevage des blancs. À la fin, la filtration du vin est pratiquée pour rendre les vins plus limpides et limiter les accidents de bouteille (les bactéries sont éliminées, mais cela « appauvrit » un peu le vin). La mise en bouteille (au domaine ou chez un intervenant) clôture l'opération.

### Mentions sur l'étiquette

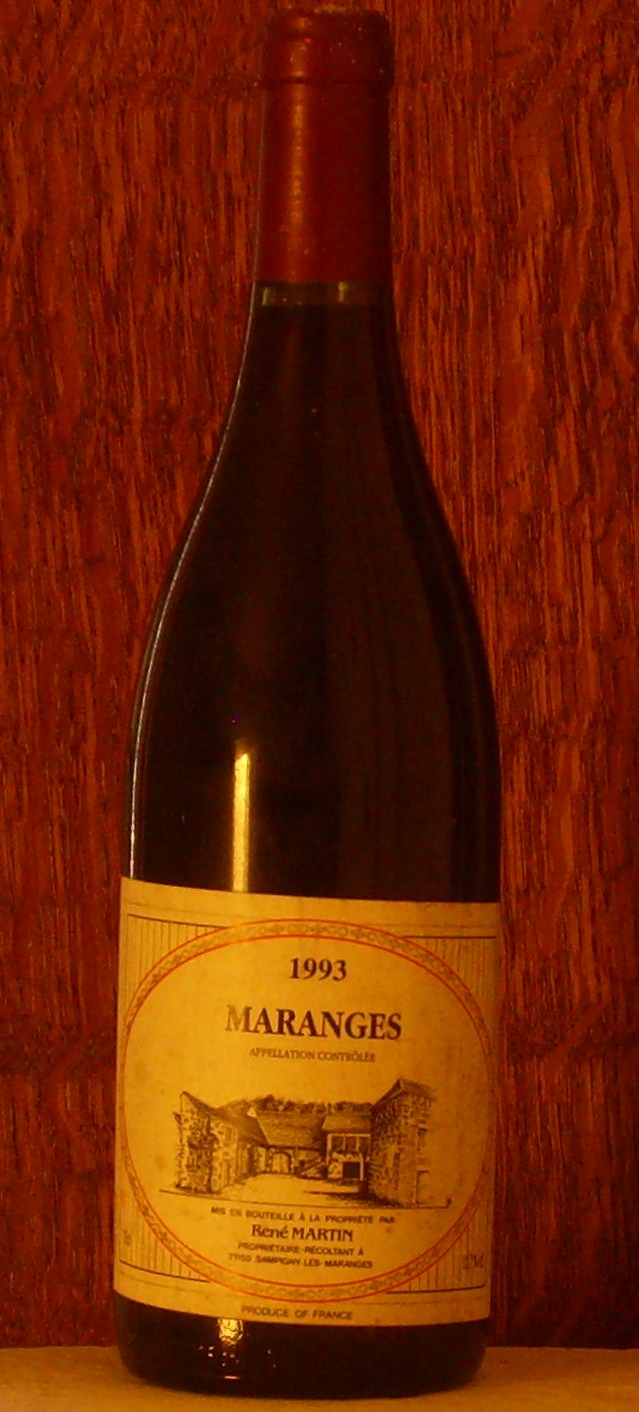
Une bouteille de maranges.

Les vins produits sur l'aire d'appellation et respectant le cahier des charges peuvent porter sur l'étiquette, en plus du nom de l'appellation, une dénomination géographique ou une mention complémentaire.
La mention « premier cru » peut être complétée par le nom du climat classé, placé immédiatement après, en caractères qui ne peuvent être supérieurs en taille à ceux du nom de l'appellation. Le nom d'un lieu-dit cadastré (un climat) peut être rajouté pour les maranges n'ayant pas droit à la mention premier cru, mais en caractères au moins moitié plus petits que ceux du nom de l'appellation.
Les étiquettes peuvent comporter la mention « Vin de Bourgogne » ou « Grand Vin de Bourgogne ». Enfin, dans le cas des maranges rouges, le nom de l'appellation peut être suivi de la dénomination géographique complémentaire « Côte de Beaune ».

### Gastronomie
Les maranges rouges ont une robe rubis tirant parfois sur le grenat sombre ; le nez est sur les fruits rouges (bourgeons de cassis, ou fruits épicés, parfois de la pivoine). La bouche est décrite comme fraîche et réglissée, avec des saveurs poivrées et des tanins fermes pour un côte de Beaune. Malgré ça, ils sont considérés comme d'un moindre degré de finesse ou de concentration par rapport aux appellations plus réputées produites en Côte-d'Or. Les tanins du marange rouge se marieront avec des viandes rouges (une pièce grillée, du bœuf bourguignon ou un pot-au-feu), ainsi qu'avec de la volaille épicée, du porc braisé, des ribs grillés ou des pâtés impériaux ; il peut accompagner des fromages puissants (époisses, soumaintrain, ou cîteaux).
Les maranges blancs ont une robe dorée, avec un nez aux nuances florales (fleurs blanches tels qu'aubépine, acacia ou chèvrefeuille). Leur bouche est moins intense que les puligny, chassagne ou saint-aubin, mais est souvent décrite comme étant souple et ayant de la vivacité. Le blanc peut s'allier avec des poissons, des entrées à base de légumes (tel que les antipastis), le jambon persillé, les terrines, ou des fromages à pâtes pressées un peu aigres (comme du cantal, ou du gouda).

### Garde et température de service
Les maranges rouges ayant une réputation de vins plutôt structurés et fermes, voire de rusticité, par rapport aux autres vins de la côte de Beaune, ils ont besoin de deux à cinq ans de garde. Ouverts sur leur jeunesse, il est alors judicieux de les ouvrir à l'avance, voir de les carafer. Les maranges ne sont habituellement pas des vins de longue garde, mais les premiers crus des bonnes années peuvent vieillir jusqu'à dix ans.
Les maranges blancs peuvent se garder de façon optimale jusqu'à cinq ou six ans (variable selon le millésime, le producteur et la cuvée).
La température de service conseillée pour les rouges est de 14 à 16 °C (pas complètement chambrés), tandis que celle pour les blancs de 12 à 13 °C (pas trop frais).

## Économie

### Structure des exploitations
Il existe des domaines viticoles de tailles différentes, ceux installés dans les trois villages ou les communes voisines possédant le plus souvent plusieurs parcelles dispersées sur l'aire d'appellation, proposant ainsi une gamme. Les producteurs plus lointains ne proposent en général qu'une cuvée de maranges, comme entrée de gamme.
Une partie des domaines mettent tout ou partie de leurs propres vins en bouteilles et en assurent aussi la vente. Les autres, ainsi que ceux qui ne vendent pas tous leurs vins en bouteilles, les vendent aux maisons de négoce. Ces maisons de négoce achètent, en général, le vin fait (vin fini) mais aussi parfois en raisin ou en moût. Elles achètent aux domaines en passant parfois par un courtier en vin qui sert d'intermédiaire moyennant une commission de l'ordre de 2 % à la charge de l'acheteur. Plusieurs vignerons complètent leur production en achetant des moûts à d'autres viticulteurs.
Le prix de vente d'un hectare de vigne est estimé par la SAFER (sur base des déclarations) à 112 000 euros en 2023 pour l'appellation maranges ; les vignes des environs classées en appellation bourgogne sont à 32 000 €/ha, tandis que celles produisant l'aligoté à 30 000 €/ha. À titre de comparaison, les terres labourables en val de Saône sont en 2022 au prix moyen de 2 940 €/ha (variant de 1 110 à 5 500 €/ha).
Pour une comparaison entre les appellations, on peut prendre les prix pratiqués officiellement pour le calcul des fermages en 2024, qui fournissent une hiérarchie :
| En Saône-et-Loire (en € pour 100 l) : - mâcon rouge 277 - bourgogne-passe-tout-grains 282 - coteaux-bourguignons 302 - bourgogne aligoté 312 - bouzeron 366 - bourgogne blanc 402 - bourgogne rouge 526 - bourgogne hautes-côtes-de-beaune 613 - maranges rouge 869 - givry rouge 823 - rully rouge 884 - mercurey rouge 1 001 | En Côte-d'Or (en € pour une pièce de 228 l) : - vin pour crémant de Bourgogne 538 - bourgogne aligoté 688 - bourgogne rouge 1 106 - bourgogne hautes-côtes-de-Beaune 1 220 - bourgogne côte-d'or 1 360 - santenay rouge 2 248 - santenay blanc 2 758 - santenay premier cru rouge 3 165 - chassagne-montrachet rouge 3 612 - santenay premier cru blanc 3 868 - chassagne-montrachet blanc 6 692 - chassagne-montrachet premier cru blanc 9 272 |

### Commercialisation
La commercialisation de cette appellation se fait par divers canaux de vente : dans les caveaux des viticulteurs, dans les salons des vins (vignerons indépendants, etc.), dans les foires gastronomiques, par exportation, dans les cafés-hôtels-restaurants (CHR), dans les grandes et moyennes surfaces (GMS).

### Les producteurs de l'appellation
Sur les 67 producteurs de l'appellation répertoriés par le BIVB, quinze sont implantés dans les trois villages de Cheilly, Dezize et Sampigny, treize dans celui voisin de Santenay et seize dans les communes voisines du Couchois ou de l'arrière-côte :
- maison André Delorme, à Rully ;
- domaine Bachelet Bertrand, à Dezize-lès-Maranges ;
- domaine Bachelet Vincent, à Chassagne-Montrachet ;
- domaine Bachey-Legros, à Santenay ;
- domaine Battault Jean Marc, à Dezize-lès-Maranges ;
- domaine Belland Roger, à Santenay ;
- domaine Bellavoine Caroline, à Saint-Sernin-du-Plain ;
- maison Boisset Jean-Claude, à Nuits-Saint-Georges ;
- domaine Bouthenet Jean-François, à Cheilly-lès-Maranges ;
- domaine Bouthenet Marc, à Cheilly-lès-Maranges ;
- domaine Boutroy Xavier, à Santenay ;
- domaine Capuano-Ferreri, à Santenay ;
- coopérative de la cave de Bissey, à Bissey-sous-Cruchaud ;
- coopérative des Hautes-Côtes (Nuiton-Beaunoy), à Beaune ;
- domaine Changarnier Sylvain, à Nolay ;
- domaine Charleux Maurice et Fils, à Dezize-lès-Maranges ;
- domaine du Château de la Crée, à Santenay ;
- domaine du Château de Melin, à Auxey-Duresses ;
- domaine du Château de Pommard, à Pommard ;
- domaine Chevrot et Fils, à Cheilly-lès-Maranges ;
- domaine Clavelier & Fils, à Nuits-Saint-Georges ;
- maison Colin Seguin, à Nuits-Saint-Georges ;
- domaine Cyrot-Buthiau, à Pommard ;
- domaine Delorme Michel, à Santenay ;
- domaine Demontmerot, à Dracy-lès-Couches ;
- domaine Depiesse Sylvain, à Demigny ;
- domaine Dessauge France, à Cheilly-lès-Maranges ;
- domaine de la Choupette (Gutrin et Fils), à Santenay ;
- domaine des Rouges Queues, à Sampigny-lès-Maranges ;
- domaine du Beauregard, à Saint-Sernin-du-Plain ;
- domaine les Hauts de Paris, à Paris-l'Hôpital ;
- domaine Saint-Antoine des Echards (famille Guérin), à Change ;
- domaine Duchemin, à Sampigny-lès-Maranges ;
- domaine Fornerot Jerome, à Saint-Aubin ;
- domaine Le Clos Voyen (Gadant Marie-Christine), à Saint-Maurice-lès-Couches ;
- domaine Les Caves du vieux Pressoir (Gerbeault Jérôme), à Meursault ;
- domaine Girardin Justin, à Santenay ;
- domaine Girardin Yves, à Santenay ;
- maison Giroud Camille, à Beaune ;
- domaine Grachet-Duchemin, à Sampigny-lès-Maranges ;
- maison Guyaux Jean-Claude, à Beaune ;
- domaine Jeannot Philippe, à Meursault ;
- domaine Lafouge Joseph et Fils, à Change ;
- domaine Lamargue Franck, à La Rochepot ;
- domaine Lequin Louis et Fils, à Santenay ;
- domaine Leroy Fiona, à Dezize-lès-Maranges ;
- domaine Loubet-Dewailly, à Beaune ;
- maison Mâconnaise des Vins, à Mâcon ;
- cave de Mazenay (maison Marinot Verdun), à Saint-Sernin-du-Plain ;
- domaine Mestre Père & Fils, à Santenay ;
- domaine Moreteaux, à Chassey-le-Camp ;
- domaine Muzard Lucien et Fils, à Santenay ;
- domaine Nouveau Claude, à Change ;
- maison Patriarche Père et Fils, à Beaune ;
- domaine Piguet-Girardin, à Auxey-Duresses ;
- domaine Ponsard Chevalier, à Santenay ;
- domaine Ponsot Sylvain et Lucie, à Rully ;
- maison Prosper Maufoux (château de Saint-Aubin), à Saint-Aubin ;
- domaine Regnard Christian, à Sampigny-lès-Maranges ;
- domaine Regnaudot Bernard et Florian, à Dezize-lès-Maranges ;
- domaine Richez Nathalie, à Chagny ;
- maison Rodet Antonin, à Mercurey ;
- domaine Roy Élodie, à Cheilly-lès-Maranges ;
- domaine Saint-Marc, à Paris-l'Hôpital ;
- domaine Sarrazin Michel et Fils, à Jambles ;
- domaine Sorine et Fils, à Cheilly-lès-Maranges ;
- domaine Veuve Moroni Henri, à Puligny-Montrachet ;
- domaine Vincent Royet, à Couches.